# 留萌市立潮静小学校
留萌市立潮静小学校（るもいしりつちょうせいしょうがっこう）は、北海道留萌市にある公立小学校。

## 沿革
- 1898年（明治31年）
  - 3月20日 - 谷口某が、現10線（国本次郎宅付近）で私塾を開設。
  - 9月10日 - 留萌尋常高等小学校潮静分教場として原野5線（現在地）に設置。
- 1905年（明治38年）11月3日 - この日を開校記念日と定める。
- 1908年（明治41年）4月1日 - 留萌村字原野（現在地）に独立開校、留萌第一尋常学校と改称。
- 1916年（大正5年）
  - 4月1日 - 改正小学校例施行により、義務教育6ヶ年となる。
  - 5月25日 - 大和田尋常小学校と改称。
- 1927年（昭和2年）4月3日 - 潮静小学校と再改称。
- 1941年（昭和16年）4月1日 - 国民学校令により、潮静国民学校と改称。同日、校舎電灯架設。
- 1947年（昭和22年）
  - 4月1日 - 教育制度改革により、留萌町立潮静小学校と改称。
  - 10月1日 - 留萌町の市制施行により、留萌市立潮静小学校と改称。
- 1958年（昭和33年）5月1日 - 開校50周年記念式典挙行。
- 1960年（昭和35年）4月1日 - 緑丘小学校開校により、東雲町学区変更。
- 1961年（昭和36年）4月1日 - 炭鉱閉山により、10学級編成に。
- 1965年（昭和40年）4月1日 - 上水道施設完成。
- 1968年（昭和43年）5月10日 - 完全給食開始。
- 1972年（昭和47年）4月1日 - 校歌制定。
- 1978年（昭和53年）4月7日 - 学校花壇造成。
- 1979年（昭和54年）
  - 1月14日 - 校舎建設予定地地質調査ボーリング開始。
  - 5月30日 - 新校舎に移転。
  - 7月8日 - 新校舎・体育館完成。
- 1988年（昭和63年）9月29日 - 校舎改築落成と開校80周年記念の両式典挙行。
- 1992年（平成4年）9月20日 - 屋外遊具施設移転（バックネット側）。
- 1993年（平成5年）5月19日 - グランド北側側溝U字管埋設、芝生植え付け。
- 1995年（平成7年）10月29日 - グランド西側防球ネット設置。
- 1996年（平成8年）9月13日 - 階段・児童トイレ壁塗装。
- 1998年（平成10年）
  - 7月31日 - 特学設置教室改修工事。
  - 9月27日 - 図工室増設工事完了
- 1999年（平成11年）
  - 6月28日 - 開校100周年記念式典挙行。ビデオ放送施設・ステージ幕等設置。
  - 11月11日 - 走り幅跳び用砂場改修工事完了。
- 2000年（平成12年）12月15日 - 学校前道路・駐車場舗装工事完了。
- 2001年（平成13年）10月29日 - 潮静第2土地区画整理組合より放送施設等の寄贈を受ける。
- 2003年（平成15年）10月31日 - 留萌市立藤山小学校を統合。藤山地区から通う児童に対しては、スクールバスを運行。
- 2006年（平成18年）
  - 2月23日 - 学校評議員制度導入。
  - 10月31日 - 児童遊び用砂場の新設。
- 2009年（平成21年）12月 - この月から2010年（平成22年）3月まで、図工室床修理。
- 2011年（平成23年）2月18日 - 学校ICT事業により地デジ対応テレビ及び児童・教師用コンピュータを設置。
- 2014年（平成26年）4月1日 - 留萌市立幌糠小学校を統合。

## 学区
- 潮静・大和田・藤山町・南町4丁目（一部）・幌糠町（東・南・チバベリ）・樽真布町・峠下町

## アクセス
- 沿岸バス56系統快速留萌旭川線で、「潮静小学校」バス停下車。

## 周辺
- 国道233号
- 老人ホーム七福神
- 留萌川
  - 大和田橋